# Kolderveense Bovenboer
Pour les articles homonymes, voir Bovenboer.
Kolderveense Bovenboer est un hameau néerlandais de la commune de Meppel, situé dans la province de Drenthe. Il faisait partie de la commune de Nijeveen avant 1998, date à laquelle il a été rattaché à Meppel.